# KoBSON
Konzorcijum biblioteka Srbije za objedinjenu nabavku (KoBSON) je novi oblik organizovanja biblioteka Srbije. Inicijativu za formiranje Konzorcijuma su pokrenule novembra 2001. godine vodeće naučne biblioteke u Srbiji:
- Narodna biblioteka Srbije - Beograd
- Biblioteka Matice srpske - Novi Sad
- Univerzitetska biblioteka "Svetozar Marković" - Beograd
- Univerzitetska biblioteka "Nikola Tesla"- Niš
- Univerzitetska biblioteka u Kragujevcu - Kragujevac
- Biblioteka SANU - Beograd
- Zajednica univerzitetskih biblioteka

Osnovni ciljevi udruživanja su:
- optimizovana nabavka stranih naučnih informacija
- prelazak sa papirnih izdanja na elektronska
- unapređenje pristupa elektronskim informacijama
- promocija domaćeg naučnog izdavaštva

Za predstavnika u pregovorima, kako sa izdavačima tako i sa nadležnim Ministarstvom određena je Narodna biblioteka Srbije - Centar za naučne informacije, načelnik mr Biljana Kosanović (dobitnica nagrade "Marija Ilić Agapova" za najboljeg bibliotekara u 2010. godini).

## Šta sve KoBSON radi
- obezbeđuje novčana sredstva za nabavku naučnih informacija, promociju ili edukaciju, putem projekata u zemlji i inostranstvu
- upravlja pribavljenim novčanim sredstvima
- odlučuje o nabavci naučnih informacija, nakon anketiranja svih zainteresovanih članica i detaljne analize
- pregovara sa izdavačima (dobavljačima) časopisa i baza podataka u cilju što povoljnije nabavke
- potpisuje licencne ugovore o korišćenju pretplaćenih servisa
- kreira, ažurira i održava veb stranicu dostupnu svim krajnjim korisnicima u Srbiji
- instalira i održava sve mrežne baze podataka na centralnom računaru, a koje moraju biti dostupne svim korisnicima
- prati iskorišćenost nabavljenih naučnih informacija i o tome izveštava finansijere Konzorcijuma

Jednom rečju KoBSON je elektronska biblioteka naučno-istraživačke zajednice Srbije.

## Dostupnost
KoBSON portal dostupan je bez ikakve nadoknade i autentifikacije svima sa akademskog IP domena u Srbiji. Neophodno je u internet browser-u podesiti proxy server odgovarajućeg univerziteta.
Od 2004. godine korisnicima je omogućen i udaljeni pristup ("od kuće", posredstvom komercijalnog provajdera) i to pod istim uslovima kao i iz IP prostora akademske mreže. Praćenje korišćenosti KoBSONa ukazuje da oko 30% naših korisnika koristi informacione izvore izvan uobičajenog radnog vremena (noću, vikendom, praznikom). U ovom režimu do danas imamo registrovanih 9500 istraživača iz Srbije, što je oko trećine ukupnog broja registrovanih istraživača prema poslednjem popisu Republičkog zavoda za statistiku. Jedini dopunski zahtev sastoji se u tome da korisnik potpiše licencu kojom se obavezuje da će se pridržavati pravila korišćenja. Pravo na ličnu licencu imaju svi zaposleni u akademskim i naučnim institucijama čiji je osnivač Republika Srbija, kao i stipendisti Ministarstva nauke. Dobijanje licence je besplatno.

## Istorijat
Prva veb stranica za objedinjavanje svih informacija o naučnim časopisima pojavila se 12. oktobra 2001. godine, i u sebi je sadržala podatke o dostupnim časopisima u papirnoj formi (InoČas), i početnim aktivnostima vezanim za formiranje konzorcijuma. Zaštitne boje KoBSONa su tada određene, i sa manjim "iskakanjima" su se zadržale do danas.
Godina 2002. se može smatrati godinom rođenja KoBSONa. Te godine je prvi put dobijen budžet od Ministarstva za nauku i KoBSON je postao članica eIFL-a. To je i godina kada je zvanično formiran konzorcijum i postaje prepoznatljiv pod imenom KoBSON. Veb stranica u novom ruhu pojavila se 20. novembra 2002. godine.
Naredne godine KoBSON dobija ozbiljan budžet od Ministarstva, kupljen je novi server i za dizajn veb stranice bio je angažovan profesionalni dizajner. Stranica se pojavila 11. decembra 2003.
Dizajn stranice nije menjan do 2009. godine, samo su unapređivane usluge. Značajna je i godina 2005. kada je omogućen udaljeni pristup ("od kuće"), što je doprinelo većoj posećenosti i iskorišćenosti. KoBSON danas ima grupu prijatelja, a koje koristi prilikom unapređivanja svojih usluga. Oni su posebno doprineli u formiranju poznate "zeleno-plave" tabele koja prikazuje pozicije časopisa u okviru naučnih disciplina.

## Finansiranje
Iako krajnji korisnici, a i bibliotekari, doživljavaju da je sve preko KoBSONa "za džabe", to je daleko od realnosti. Celokupan sistem pretplate finansira se isključivo preko Ministarstva za nauku i tehnološki razvoj. Na kraju svake godine usaglašavaju se predlozi KoBSONa prikupljeni na osnovu zahteva krajnjih korisnika i veličine budžeta Ministarstva za nauku. Konačnu odluku o visini izdvojenih sredstava kao i o izvorima koji će se pretplatiti donose predstavnici Ministarstva.
KoBSON ima obavezu da polaže račune Ministarstvu kao finansijeru o svojoj opravdanosti i efikasnosti, što i čini redovnim izveštavanjem.
Nabavka je potpuno podređena potrebama istraživačkih institucija u zemlji. Godišnjim pretplatama je, do ove godine, prethodila anketa koja se sprovodila preko biblioteka zainteresovanih institucija.

## Rezultati
Dosadašnja iskustva iz rada KOBSON-a vrlo su povoljna. Za manje novca nego u prošlosti sada se u Srbiji pretplaćuje znatno više međunarodnih naučnih časopisa, uključujući i one najvišeg kvaliteta. Uspešnost KOBSON-a vidljiva je i na međunarodnom planu. U prvoj godini delovanja KoBSON je u okviru eIFL-a zauzimao 32. mesto od 40 zemalja s obzirom na odnos broja preuzetih članaka i cene pretplaćenih izvora, što se koristi kao pokazatelj uspešnosti članica. Danas zauzimamo 4. mesto. Dodatno, prema istraživanjima UNESCO-a o pristupu naučnoj literaturi, Srbija predstavlja lidera u regionu.
KoBSON trenutno obezbeđuje korisnicima preko 35.000 stranih naučnih časopisa u elektronskoj ili papirnoj formi. Kolekcija časopisa koja se nudi korisnicima u Srbiji se u visokom procentu prepokriva sa listom časopisa Web of Science , a koji obuhvata objektivno najznačajnije svetske časopise. Taj izvor se u mnogim svetskim bibliotekama koristi za vrednovanje kolekcije.

## Članstvo u eIFL-u
KoBSON je 2002. godine pristupio međunarodnom konzorcijumu eIFL (Electronic Information for Libraries), kako bi bile iskorišćene mogućnosti udruženog nastupa u nabavci. eIFL okuplja zemlje u tranziciji, a pri objedinjavanju pretplate uvažava platne mogućnosti članica izražene nacionalnim dohotkom. Članstvo u eIFL-u omogućava praćenje novina u elektronskom naučnom izdavaštvu, kao i sticanje neophodne rutine u ostvarivanju prava u odnosima sa izdavačima.

## Spoljašnje veze
- KoBSON
- eIFL
- Narodna biblioteka Srbije
- Ministarstvo za nauku i tehnološki razvoj[мртва веза]